# Scaris badia
Scaris badia är en insektsart som beskrevs av Walker 1851. Scaris badia ingår i släktet Scaris och familjen dvärgstritar. Inga underarter finns listade i Catalogue of Life.